# Willard Van Orman Quine
Willard Van Orman Quine (ur. 25 czerwca 1908 w Akron, Ohio, zm. 25 grudnia 2000 w Bostonie) – amerykański filozof analityczny i logik, profesor Uniwersytetu Harvarda.
Laureat najwyższych nagród dostępnych filozofom w jego czasach – Nagrody Rolfa Schocka w dziedzinie logiki i filozofii (1993) oraz Nagrody Kioto w dziedzinie sztuki i filozofii (1996). Określany jako „jeden z najbardziej wpływowych filozofów XX wieku”, w ankiecie przeprowadzonej w 2009 roku wśród filozofów analitycznych wskazany jako piąty w kolejności najważniejszy filozof dwóch minionych stuleci.

## Poglądy

### Empiryzm bez dogmatów
Quine jest empirystą. Jego zdaniem konstruujemy „naukową teorię tego świata na podstawie naszych ubogich z nim kontaktów: oddziaływania promieni i cząstek na powierzchnie naszego ciała oraz paru innych doznań, takich jak zmęczenie przy wchodzeniu pod górę”. Specyficzne rozumienie empiryzmu przez Quine’a znalazło swój wyraz w jego „przypuszczalnie najsłynniejszym eseju” Dwa dogmaty empiryzmu, w którym zaatakował dwa twierdzenia o fundamentalnym znaczeniu dla logicznego pozytywizmu – podział zdań na analityczne i syntetyczne, oraz przekonanie że znaczenie każdego pojedynczego zdania da się opisać w terminach bezpośredniego doświadczenia. Zdaniem Quine’a dosłownie każde nasze przekonanie jest uzasadnione na podstawie doświadczenia, w związku z czym podział zdań na analityczne i syntetyczne nie ma sensu. Nie ma zdań, które byłyby prawdziwe tylko na mocy znaczenia, ponieważ prawdziwość zdania nie jest czymś, co można rozłożyć na komponent językowy i faktualny. Kiedy ktoś proponuje teorię dotyczącą jakiegoś typu przedmiotów, jesteśmy skłonni wyobrażać sobie, że nasze zrozumienie jego słów będzie przebiegało w dwóch etapach: po pierwsze, musimy zrozumieć czym są te przedmioty; po drugie, musimy pojąć, co mówi o nich teoria. Tak jednak nie jest, bowiem „zrozumienie czym są przedmioty, jest w głównej mierze po prostu opanowaniem tego, co mówi o nich teoria”. Kiedy chce się nam wytłumaczyć czym jest neutrino, to mówi się nam, że jest to cząstka elementarna nie posiadająca masy i nie ma sensu pytanie na ile to zdanie jest językową definicją, a na ile faktualnym składnikiem danej teorii naukowej. Nasza wiedza o faktach przenika do naszych definicji, a nasze definicje stanowią naszą wiedzę o faktach.
Quine nie przeczy temu, że „wzięta w całości nauka pozostaje w podwójnej zależności – od języka i od doświadczenia; lecz dualizm ten nie daje się zasadnie odwzorować na poszczególnych twierdzeniach nauki”. Wiąże się to z jego holizmem epistemologicznym, czyli tezą, że „jednostką sensu empirycznego jest nauka jako całość”, a nie indywidualne zdanie. Zdaniem Quine’a „całokształt naszej tzw. wiedzy czy też przekonań, od najbardziej przypadkowych prawd geografii i historii aż po najgłębsze prawa fizyki atomistycznej, a nawet czystej matematyki i logiki formalnej, jest tworem człowieka i styka się z doświadczeniem tylko wzdłuż swoich krawędzi. Mówiąc inaczej, nauka jako całość podobna jest do pola siły, którego warunkami brzegowymi jest doświadczenie”. Gdy ta całość wchodzi w konflikt z doświadczeniem, istnieje znaczna swoboda wyboru zdań, które w związku z tym konfliktem mają być odrzucone, ponieważ „żadne poszczególne świadectwo doświadczenia nie jest związane z jakimś określonym zdaniem z wnętrza pola; związek ten ma co najwyżej charakter pośredni, za sprawą równowagi pola jako całości”. Dlatego nie ma wielkiego sensu pojęcie empirycznej treści (a więc i znaczenia) indywidualnego zdania, a zatem i rozróżnienie na zdania analityczne i syntetyczne. Zdanie stosunkowo bliskie doświadczenia może stać się niezależne od niego, jeżeli zdeterminowani, aby je utrzymać, będziemy gotowi raczej poświęcić prawa logiki, czy twierdzić, że bezustannie mamy do czynienia z halucynacją, niż je odrzucić. I na odwrót, nie ma zdań, których prawdziwość byłaby niezależna od doświadczenia, chociaż byłyby one tak od niego oddalone jak zdania matematyki i logiki, o czym świadczy np. fakt, że w imię uproszczenia mechaniki kwantowej proponowano zrewidować nawet prawo wyłączonego środka. Jeżeli prawa logiki i matematyki są względnie niezmienne w stosunku do innych zdań nauki, to dzieje się tak tylko dlatego, że ze względu na ich ogólność konsekwencje ich zmiany wywołałyby dramatyczną rewizję całej naszej teorii świata, my zaś nie jesteśmy gotowi na bezustanne teoretyczne rewolucje.

### Niezdeterminowanie przekładu i względność ontologiczna
Holizm epistemologiczny prowadzi do tezy o niezdeterminowaniu przekładu, zgodnie z którą „podręczniki przekładu jednego języka na drugi język można sporządzać na rozmaite sposoby, tak że wszystkie te podręczniki okażą się zgodne z ogółem dyspozycji językowych, lecz niezgodne między sobą”. Tezę tę ilustruje sytuacja przekładu pierwotnego, tzn. „tłumaczenie języka używanego przez ludzi, którzy do tej pory żyli w izolacji”. Załóżmy, że mamy lingwistę, który przebywa wśród nieznanego mu wcześniej plemienia, i próbuje zrekonstruować jego język, nie dysponując żadnymi pomocniczymi wskazówkami. Idzie on wraz z krajowcem, drogę przebiega im królik, i w tym momencie tubylec mówi: „Gavagai”. Lingwista może zinterpretować to zdanie jako „królik”, lecz przecież równie dobrze słowo to może oznaczać jakąś część królika, stwierdzenie faktu, że ktoś wyruszył tropić żyrafę, a nawet „nie ma tu królika”, ponieważ zgodnie z egzotycznymi dla nas wierzeniami tego plemienia to, że widzi się królika, niechybnie świadczy o tym, że nie ma go przed nami. Hipoteza lingwisty nigdy nie może zostać w pełni potwierdzona, ponieważ każdy z tych przekładów może być zgodny ze wszystkimi empirycznymi świadectwami, jeżeli tylko przyjmiemy odpowiednie kolejne hipotezy w kwestii odniesienia pozostałych zdań danego języka i jego struktury. Świadczy to nie tylko o tym, że możemy świetnie porozumiewać się z tubylcami w rzeczywistości odnosząc te same słowa do różnych rzeczy, lecz że w ogóle świetnie porozumiewamy się z ludźmi odnosząc te same słowa do różnych rzeczy. Oznacza to także, że dwie teorie naukowe, z których każda posługuje się odmiennymi terminami postulującymi istnienie odmiennych bytów, chociaż w sensie dosłownym pozostają w sprzeczności, to w pewnym głębszym sensie są tożsame, ponieważ przewidują taki sam zbiór obserwacji. Każdy „zbiór zdań można zreinterpretować w dowolny jedno – jednoznaczny sposób pod względem rzeczy, o których mowa, nie falsyfikując żadnego spośród zdań tego zbioru. Na tym polega [...] względność ontologiczna, czyli niezdeterminowanie odniesienia”.

### Zobowiązania ontologiczne
Kolejną kwestią, w której Quine polemizuje ze stanowiskiem pozytywizmu logicznego, w szczególności z Carnapem, jest właśnie stosunek do ontologii. Zdaniem Quine’a, „[k]ażda nauka jako całość – matematyczna, przyrodnicza czy humanistyczna – jest w tym samym sensie, choć ostrzej, zdeterminowana przez doświadczenie. Krawędź systemu musi być zgodna z doświadczeniem; reszta, ze wszystkimi jej wyszukanymi mitami i fikcjami, podporządkowana jest celowi upraszczania praw. Z tego punktu widzenia pytania ontologiczne należą do tego samego rodzaju, co pytania nauk przyrodniczych. Weźmy pod uwagę pytanie, czy należy usankcjonować istnienie klas. [...] Carnap utrzymuje, że jest to kwestia, która nie dotyczy faktów, lecz wyboru wygodnej formy języka, wygodnej aparatury pojęciowej dla nauki. Zgadzam się z tym twierdzeniem, lecz tylko pod warunkiem, że stosuje się ono do wszelkich w ogóle hipotez naukowych. Carnap zdaje sobie sprawę z faktu, że teza o odmienności pytań ontologicznych od hipotez naukowych jest do utrzymania tylko przy założeniu, iż istnieje absolutna granica pomiędzy zdaniami analitycznymi i syntetycznymi; nie muszę dodawać, że jest to założenie, które odrzucam”.
Zdaniem Quine’a zatem z naszego sposobu mówienia, przyjętej przez nas aparatury pojęciowej, wynika nasza ontologia – nasz sposób mówienia rodzi pewne zobowiązania ontologiczne. Należy więc sformułować kryteria owego zobowiązania ontologicznego, to znaczy stwierdzić, co w naszym sposobie mówienia zobowiązuje nas do uznawania danych bytów. Quine odrzuca koncepcję, że używanie terminów indywiduowych zobowiązuje nas do uznawania bytów, których nazwami są owe terminy, podobnie jak on bowiem zauważa, że terminy indywiduowe nie muszą posiadać ekstensji, żeby coś znaczyć. Ten sam argument da się zastosować także do terminów ogólnych. Ale „bardzo łatwo można uwikłać się w zobowiązania ontologiczne, mówiąc np., że istnieje coś, co jest liczbą pierwszą większą od miliona. Jednakże użycie zmiennych związanych jest jedynym sposobem mówienia, który ma konsekwencje w postaci decyzji ontologicznych. [...] Być uznanym za przedmiot istniejący to po prostu i tylko tyle, co być zaliczonym do wartości zmiennych. W terminach tradycyjnej gramatyki można sformułować to twierdzenie następująco: być to to samo, co być w zakresie przedmiotowego odniesienia jakiegoś zaimka. Zaimki są podstawowym środkiem językowego odnoszenia się do przedmiotów; rzeczowniki należałoby raczej nazwać za – zaimkami. Zmienne kwantyfikacji, takie jak «coś»,«nic», czy «wszystko», wyznaczają całą naszą ontologię, jakakolwiek by ona była; natomiast określone założenie ontologiczne można nam udowodnić wtedy i tylko wtedy, gdy prawdziwość któregoś z naszych twierdzeń wymaga, by wśród bytów, które są wartościami zmiennych naszego języka, istotnie znajdował się przedmiot postulowany przez to założenie”.
Jeżeli więc mówimy, że „niektóre gatunki zoologiczne krzyżują się”, to jesteśmy zobowiązani do uznawania szczególnego rodzaju bytów jakimi są gatunki, choćby miały to być przedmioty abstrakcyjne. Konsekwencja ta obowiązuje w każdym razie dopóty, dopóki nie pokażemy, że jesteśmy w stanie sparafrazować powyższe zdanie tak, by stało się widoczne, że choć nasza zmienna kwantyfikacji pozornie odnosi się do gatunków, to w istocie jest to tylko wygodny, skrótowy sposób mówienia, i jeżeli chcemy jesteśmy w stanie powiedzieć to samo, choć w sposób mniej wygodny, nie używając zmiennej związanej, której wartością są „gatunki”.

### Epistemologia znaturalizowana
Mimo wszelkich różnic, Quine, podobnie jak Carnap, nie uważa ontologii za jakąś samodzielną dyscyplinę, którą moglibyśmy uprawiać za pomocą właściwych dla niej metod. Zajmuje się on jedynie kwestią tego co dana wypowiedź lub teoria uznaje za istniejące, tym samym przyjmując ukryte założenie o nieistnieniu swoistej dla filozofii weryfikacji twierdzeń ontologicznych. „Myślę, że przyjmowanie jakiegoś systemu ontologii jest w zasadzie podobne do przyjmowania teorii naukowej, powiedzmy – określonego systemu fizyki; mianowicie o ile postępujemy racjonalnie, to przyjmujemy najprostszy aparat pojęciowy, który pozwala objąć i uporządkować chaotyczny zbiór danych doświadczenia. Naszą ontologię determinuje wybór uniwersalnej aparatury pojęciowej, odpowiadającej całej, najszerzej rozumianej nauce. Konstruując w racjonalny sposób którykolwiek fragment tej aparatury – na przykład jakąś część fizyczną lub biologiczną – stosujemy w istocie kryteria tego samego rodzaju jak te, które wyznaczają racjonalną konstrukcję całej aparatury. Przyjęcie jakiejś ontologii można nazwać wybraniem określonego języka w tym samym – lecz nie większym – stopniu, w jakim wybór jakiejkolwiek teorii naukowej wolno uznać za decyzję o charakterze językowym”.
Ten stosunek do ontologii wiąże się z ogólnymi poglądami metafilozoficznymi Quine’a. Ponieważ cała nasza wiedza pochodzi z doświadczenia, filozof nie może się sytuować poza schematem pojęciowym nauki. W rzeczywistości granica pomiędzy filozofią i naukami szczegółowymi jest płynna, filozof posługuje się zasadniczo tymi samymi metodami co naukowiec, a względnie wyróżnia go tylko to, że bada on kwestie znajdujące się bardziej centralnie w strukturze teoretycznej nauki, które są w sposób bardziej pośredni powiązane z doświadczeniem, lecz także on musi na jakiś odległy sposób zachowywać z nim łączność. Zdaniem Quine’a nie posiadamy więc żadnej innej wiedzy poza wiedzą naukową, dlatego zasadnie można mówić o jego scjentyzmie. Nikt nie może umieścić się ponad nauką i z jakichś teoretycznych wyżyn orzekać o zasadności jej twierdzeń. Jak pisze Quine „metoda naukowa (niezależnie od szczegółów) wytwarza teorię, której powiązania ze wszystkimi możliwymi pobudzeniami receptorów określa jedynie sama metoda naukowa, nie wsparta przez żadne wyższe czynniki kontrolne. W tym właśnie sensie jest ona najwyższym arbitrem prawdy”. Dlatego w radykalnym przeciwieństwie wobec myślicieli takich jak Kartezjusz czy Husserl Quine postuluje uprawianie „epistemologii znaturalizowanej”, swobodnie korzystającej z wyników nauk szczegółowych, bez lęku przed popadnięciem we w gruncie rzeczy nieuniknione i straszne tylko dla fundacjonistów błędne koło.

### Dyskwotacyjna teoria prawdy
Quine nie jest zwolennikiem korespondencyjnej teorii prawdy, uważając, że skoro odniesienie naszych zdań jest niezdeterminowane, to nie wiadomo z jakim fragmentem rzeczywistości miałyby one korespondować. W rzeczywistości Quine posuwa się nawet do negacji istnienia jakichkolwiek metafizycznych „faktów”, które miałyby korespondować ze zdaniami, a które tak naprawdę są „jedynie projekcjami zdań prawdziwych, dokonanymi tylko ze względu na korespondencję”. Wydaje się, że holizm Quine’a predestynował by go do przyjęcia koherencyjnej teorii prawdy – tak jednak nie jest. Quine uważa, że teoria koherencyjna „opiera się na irracjonalnym racjonalizmie – pomyśle, zgodnie z którym istnieje tylko jeden spójny logicznie rozkład potwierdzeń i zaprzeczeń w nieskończonym zbiorze możliwych sądów. Co więcej, teoria nie nakłada żadnych wymogów związanych z obserwacją i eksperymentem”.
Własne dociekania w kwestii teorii prawdy Quine rozpoczyna od przyjrzenia się temu, co mówią zwolennicy teorii korespondencyjnej. „Mówi się, że zdanie «Śnieg jest biały» zawdzięcza swoją prawdziwość faktowi, że śnieg jest biały. [...] Zdanie «Śnieg jest biały» jest prawdziwe wtedy i tylko wtedy, gdy jest faktem, że śnieg jest biały. [...] Kombinacja «jest faktem, że» jest zupełnie pusta i można ją opuścić. «Jest faktem, że śnieg jest biały» redukuje się do «Śnieg jest biały». Nasze wyjaśnienie prawdziwości zdania «Śnieg jest biały» w terminach faktów sprowadziło się do tego, że «Śnieg jest biały» jest prawdziwe wtedy i tylko wtedy, gdy śnieg jest biały. Tu właśnie, jak zauważył Tarski, kryje się istotny element korespondencyjnej teorii prawdy. Przypisać prawdziwość zdaniu to tyle, co przypisać białość śniegowi. Jeśli mówimy, że zdanie «śnieg jest biały» jest prawdziwe, to jest tak, jak gdybyśmy usunęli cudzysłów i powiedzieli po prostu, że śnieg jest biały. Prawda to usunięcie cudzysłowu”. Oto właśnie rdzeń odcudzysławiającej (dyskwotacyjnej) teorii prawdy Quine’a.
Jest to zatem jedna z deflacyjnych teorii prawdy, czyli taka, zgodnie z którą pojęcie prawdy, choć jest wygodnym i użytecznym środkiem językowym, nie pełni funkcji opisowych. Według deflacjonistów wszelkie próby przypisywania temu pojęciu jakichś głębszych treści są tylko jego nie potrzebnym rozdmuchiwaniem, „inflacją” pojęcia prawdy. Zdaniem Quine’a predykat prawdy jest tylko środkiem za pomocą którego usuwamy cudzysłów ze schematu T Tarskiego, chociaż więc jest predykatem w sensie logicznym, to nie jest żadną własnością w sensie ontologicznym. Quine zgadza się z redundancyjną teorią prawdy Franka Ramseya, że przypisanie prawdziwości jakiemuś zdaniu redukuje się do samego tego zdania, jednakże jego zdaniem Ramsey nazywając to „teorią znikania prawdy” postąpił niesłusznie, nie doceniając siły cudzysłowów. Przymiotnik „prawdziwy” jest zbędny w zastosowaniu do zdań, które mamy przed sobą, „nie możemy się go natomiast pozbyć, kiedy chcemy powiedzieć, że wszystkie zdania takiego a takiego rodzaju są lub nie są prawdziwe albo że czyjaś wypowiedź, której nie potrafimy zacytować, była lub nie była prawdziwa, albo że prawa o zniesławieniu nie stosują się do zdań prawdziwych, albo że będziemy mówili prawdę, całą prawdę i tylko prawdę, tak nam dopomóż Bóg. Jeśli sparafrazujemy takie konteksty w rachunku predykatów, to podmiotem predykatu prawdziwości nie będzie cytat, lecz zmienna. Właśnie dlatego nie możemy łatwo zrezygnować z predykatu prawdziwości”. Prawdę możemy też zinterpretować jako przypadek denotacji. Dany predykat n – argumentowy denotuje dany ciąg n – członowy wtedy i tylko wtedy, gdy jest o nim prawdziwy. Ale co zrobić z predykatem zeroargumentowym, czyli zdaniem, w którego przypadku nie ma niczego, o czym może on być prawdziwy? Denotacja redukuje się tu do samej prawdy. „Zerowym przypadkiem denotowania przez predykaty jest prawdziwość zdań. Prawdę nazwać można – ryzykując, że bedziemy cytowani jako autorzy tego określenia – po prostu zdegenerowanym przypadkiem denotacji”.
Według Quine’a wyjaśnienie zgodnie z którym prawda sprowadza się do usunięcia cudzysłowu nie jest definicją prawdy w ścisłym sensie tego słowa, ponieważ nie mówi nam, w jaki sposób wyeliminować dzięki parafrazie przymiotnik „prawdziwy” z każdego kontekstu, w którym może wystąpić w zdaniu. Dowiadujemy się jedynie, jak go wyeliminować ze zdania, w którym występuje on obok wyrażenia w cudzysłowie. A definicja w ścisłym sensie tego słowa jest eliminacją. Jednakże wyjaśnienie to jest definicją pojęcia prawdy, ponieważ „określa ono w zrozumiały sposób wszystkie zrozumiałe dla nas prawdy: prawdziwość każdego zdania jest równie zrozumiała jak samo to zdanie”. Ponadto „dążenie do prawdy zawiera się implicite już w sposobie, w jaki posługujemy się słowem «prawdziwe». Akceptujemy jako prawdziwe (i powinniśmy to czynić) najmocniej uzasadnione konkluzje aktualnej nauki, gdy jednak któraś z nich zostanie wyparta przez dalsze badania, nie powiemy, że była ona prawdziwa, lecz stała się fałszywa. Powiemy, że wbrew naszym przekonaniom nie była ona prawdziwa. Naukę traktujemy jako poszukiwanie i odkrywanie prawdy, nie zaś dekretowanie jej. Na tym polega nasz realizm i jest on integralnym założeniem semantyki predykatu «prawdziwe»”.